# PARDEVI
PAR.DEV.I SA - Participation et Développement Industriel, était une société holding créée en octobre 1968 par Michelin SA et le groupe italien Fiat SpA pour gérer la participation de Michelin dans le constructeur français Citroën SA (55%) qui comprend alors la marque automobile Citroën et la marque de véhicules industriels Berliet. L'objectif étant la cession par Michelin de sa filiale Citroën au géant italien Fiat.

## Rappel historique
Citroën est un constructeur automobile fondé en 1919 par André Citroën, né d'un père néerlandais et d'une mère polonaise à Paris le 5 février 1878. Il sera orphelin de père à 7 ans.
En 1901, âgé de 23 ans, il s'associe avec André Boas et Jacques Hinstin, un camarade du lycée Condorcet, avec qui il investit une grande partie de l'héritage de ses parents pour fonder la société « Citroën, Hinstin et Cie », spécialisée dans la fabrication d'engrenages, faubourg Saint-Denis dans le 10e arrondissement de Paris. Lorsque la Première guerre mondiale éclate, l'usine se convertit dans la fabrication d'obus de 75.
En 1919, peu après la fin du conflit, après avoir démantelé l'outillage de fabrication d'obus, André Citroën décide de créer sa propre marque d'automobiles. Pour cela, il reprend le constructeur automobile Mors dont il était le directeur général et administrateur depuis 1906. Il lance le premier modèle de la marque : la Citroën Type A.  En 1919, La production quotidienne est de 30 voitures, soit 2.810 véhicules dans l'année qui deviendront 12.244 en 1920.
En 1924, Citroën entame une collaboration avec l'ingénieur américain Edward Gowan Budd, qui a développé des carrosseries tout en acier pour les voitures des chemins de fer et pour des constructeurs automobiles américains comme Dodge. À partir de 1925, Citroën abandonne la structure bois et réalise sa première carrosserie « tout acier » entièrement fermée.
En France, Citroën devient un pionnier en matière de fordisme et de taylorisme avec ses voitures bon marché, mais aux marges trop faibles pour compenser les coûts de développement très importants et ruineux en pleine période d'entre deux guerres mondiales et de « crise économique des années 1930 ».
C'est pendant cette période que la filiale de la banque Lazard à Paris va jouer un rôle très majeur dans plusieurs sociétés industrielles françaises, auréolée de sa présence chez Citroën. Dès 1927, la banque apporte au constructeur automobile les fonds indispensables dont il a besoin et renégocie sa dette. La banque va jusqu'à lui racheter la société Sovac, une filiale spécialisée dans la vente d'automobiles à crédit, ce qui lui permettra de toucher de nouveaux clients. Peu après, elle va entrer à son capital et disposer de trois membres au conseil d'administration :
Raymond Philippe, André Meyer et Paul Frantzen.
Les résultats financiers de Citroën sont, de manière persistante toujours dans le rouge et les relations avec la banque se tendent jusqu'à arriver à une rupture. En 1934, la banque refuse tout nouveau crédit ce qui provoque la faillite de Citroën avec un niveau d'endettement jamais connu du fait des pertes financières chroniques. Le 21 décembre 1934, Citroën est mis en liquidation judiciaire. Pour éviter la disparition de l'entreprise, le principal créancier, Michelin, reprend la société, sauve les 250.000 emplois, calme 1.500 créanciers et les milliers de petits porteurs mécontents. La gestion de Citroën est confiée à Pierre Michelin dont la mission première va consister à rembourser les dettes accumulées par André Citroën.
Pierre Michelin valide le lancement commercial de la Traction Avant en version 7 et 11 CV. La version 22 CV à moteur V8 voulue par André Citroën ne verra jamais le jour, en raison de son coût trop élevé et de ses trop nombreuses pièces spécifiques très chères à fabriquer. De plus, les prototypes de la 22 avaient un comportement routier assez « aléatoire », deux exemplaires de tests ont été entièrement détruits dans des accidents. 
Cette même année, Michelin lance le projet de la Citroën 2CV dont le but était de « motoriser » la France rurale, mais surtout vendre plus de pneus ! En effet, si Michelin a choisi de racheter Citroën, c'est parce qu'à l'époque, il était le premier constructeur français et un de ses plus gros clients. Telle était la logique de départ du projet 2CV ! C'est aussi l'origine d'un partenariat d'exclusivité. Toutes les voitures neuves Citroën seront chaussées de pneumatiques Michelin.
En 1938, Citroën étend la gamme Traction vers le haut en lançant la 15 CV à moteur 6 cylindres. Cette année là, les ouvriers voulaient obtenir une augmentation de salaire mais, face au refus de Pierre Michelin, les salariés de toutes les usines Citroën se mettent en grève. 
Le 1er septembre 1939, Citroën s'apprête à lancer la 2CV au Salon de Paris. Une présérie de 250 exemplaires a déjà été produite. Quelques jours plus tôt, le 28 août 1939, l'Administration des Mines avait donné son agrément pour sa commercialisation mais avec une mention juste passable, de nombreux composants essentiels s'étaient montrés très fragiles. Le déclenchement de la Seconde Guerre mondiale va compromettre ce lancement. Les prototypes et les 250 exemplaires de présérie furent détruits ou cachés en Auvergne par une équipe d'ingénieurs. On ne sait pas s'ils voulaient les cacher aux nazis ou les protéger des potentiels bombardements. Après une refonte du projet, la voiture deviendra, en 1948, la 2CV Type A.
Durant la Seconde Guerre mondiale, les usines Citroën vont tourner au ralenti en 1941 et 1942 et seront complètement arrêtées en 1943, du fait des bombardements alliés sur Paris.
En 1955, Citroën renforce un peu plus sa réputation de constructeur à l'innovation technologique en sortant la DS, équipée d'un système de suspension hydropneumatique qui fera sa légende. La DS était dotée d'une direction assistée, de freins hydrauliques (disques à l'avant) et également d'une boîte semi-automatique à commande hydraulique, le tout animé par une seule et unique pompe haute pression qui laissera les clients en panne pour une simple fuite d'huile.
En 1965, Citroën prend le contrôle de Panhard dans l'espoir d'utiliser le savoir faire de la marque pour les voitures de milieu de gamme afin de combler les lacunes de la gamme Citroën qui manquait de modèles entre la 2CV et les DS / ID. Les finances du constructeur sont toujours exsangues ce qui l'oblige à repousser sans cesse le développement de nouveaux modèles pour remplacer les existants devenus obsolètes. La seule solution consisterait à négocier un partenariat technologique avec un autre constructeur dynamique. Un accord avec la Régie Renault est exclu et Peugeot est un constructeur trop traditionnel. Seule la piste étrangère est retenue viable.

## Les accords entre Michelin et Fiat
Au début de l'année 1968, lors d'une énième réorganisation de sa structure financière, la "Société anonyme André Citroën" est renommée Citroën SA, société mère regroupant une vingtaine de filiales. Cette réorganisation va faciliter les négociations avec le géant italien Fiat dans le cadre d'accords techniques, commerciaux et financiers et d'une prise de participation souhaitée par Michelin. Les négociations techniques sont menées par Pierre Bercot, alors président de Citroën SA, remplacé, en 1971, par François Rollier.
En octobre 1968, le projet est annoncé officiellement, avec la création de la société holding PAR.DEV.I S.A. (Participation et Développement Industriel), qui dispose des 55 % du capital de Citroën SA détenus par Michelin. A l’origine, Michelin devait détenir 63 % de PARDEVI et Fiat 37 %, ce qui veut dire que Fiat détiendrait 15 % de Citroën. Cela semblait acceptable pour le gouvernement français, très attentif à la préservation de l’industrie française, mais compréhensif des besoins de technologies et finances étrangères. En fait, pour valider cet accord, les autorités françaises ont imposé à Fiat de céder sa filiale française Simca.
Dès la validation complète de cet accord, l'étude d'un nouveau modèle de milieu de gamme qui faisait tant défaut à Citroën, débute. C'est le "Projet Y". Le "Projet Y" devait intégrer un certain nombre de composants Fiat dont la plateforme de la future Fiat 127. 
En 1969, les accords commerciaux avec Fiat deviennent aussi opérationnels : le réseau Citroën va distribuer la marque Autobianchi, une des nombreuses filiales automobiles du géant italien, en France, Suisse, Belgique et Portugal, tandis que le réseau Autobianchi va distribuer les modèles Citroën en Italie.
Cette même année, Citroën rachète Maserati, petit constructeur italien de voitures de sport en difficulté, pour utiliser son excellent moteur V6. Citroën peut alors lancer la SM en 1970. Cette voiture a nécessité un tel niveau d'investissement que le département GT à lui seul n'aurait pu le soutenir.
Le 28 juillet 1970, la société PARDEVI S.A. est créée. Michelin apporte sa participation de 55% dans le capital de Citroën SA qui comprend les constructeurs Citroën et Berliet mais la répartition Michelin / Fiat n’est plus la même : Michelin ne détient que 51 % de PARDEVI tandis que Fiat est monté à 49 %. Pour expliquer cette évolution de la répartition, il faut prendre en compte l'évolution négative de la situation financière de Citroën depuis 1968, embourbé dans des projets gourmands en capitaux (rachat de Maserati, projet SM et la société Comotor (moteur rotatif Wankel). De plus, les états d’esprit ont changé. La famille Michelin s'est définitivement lassée de cette filiale automobile ruineuse et sent bien que l’avenir du secteur automobile ne peut passer que par des alliances, des croissances externes et une présence internationale. Citroën seul n'a pas la taille suffisante ni le potentiel financier pour relever les défis du futur alors que le groupe italien Fiat se complet dans le même leitmotiv depuis l'arrivée de Gianni Agnelli à sa tête : croissance et internationalisation. Après avoir construit la plus grosse usine du monde à Togliattigrad en URSS, Fiat Auto a racheté Lancia en 1969 et pris 50 % de Ferrari la même année, l’heure est toujours plus à l’offensive internationale avec son installation au Brésil. Michelin et Fiat partagent une culture commune : celle de l’entreprise industrielle et familiale qui facilite les discussions et les visions communes.
Le bilan de Citroën est terrible. Des années de recherche sans résultats tangibles sur le moteur rotatif Wankel, la dispersion de son activité dans de trop nombreux domaines (poids lourds, hélicoptère à moteur Wankel), l'erreur stratégique de ne pas avoir proposé de modèles de milieu de gamme jusqu'au lancement de la GS en 1970 et enfin les coûts de développement faramineux des GS, CX, SM, Birotor, ont creusé une dette abyssale. À l'aube des années 1970, la marque ne peut plus faire face financièrement à toutes ces dépenses. Le coup de grâce est porté par le choc pétrolier de 1973, qui enterre la SM et augmente les frais généraux liés à l'automobile.

## Michelin jette l'éponge et veut vendre Citroën
Michelin, actionnaire majoritaire de la marque aux chevrons depuis 40 ans, décide d'accélérer la vente de sa participation au groupe italien Fiat, comme le prévoyaient les accords signés lors de la création de PARDEVI S.A., ce qui va faire de Fiat l'actionnaire majoritaire de Citroën SA avec 55% du capital et la totalité de Berliet qui doit être intégré dans Fiat V.I..
Le géant transalpin ne pourra pas y parvenir. Contrairement aux accords validés, le gouvernement français met son veto à la cession à Fiat. Face à cette opposition et au revirement du gouvernement français, Fiat revend immédiatement à Michelin sa participation de 49 % dans PARDEVI S.A.. Michelin se retrouve en difficulté, sans partenaire industriel, commercial et financier pour affronter la crise pétrolière. Les coûts de développement de la technologie Wankel ont explosé et les nouvelles normes américaines sont impossibles à respecter sur la SM ce qui prive la voiture de son principal marché (1/4 de la production des SM en 1973). La concurrence de Renault et Peugeot sur le marché français est de plus en plus forte, la DS est en fin de vie et la nouvelle CX n'est pas encore prête pour être lancée sur le marché. L’avenir est sombre, les finances sont exsangues, et Michelin ne peut ni ne veut recapitaliser sa filiale.
En 1974, Citroën SA est déclaré en faillite. Mais le gouvernement va faire pression sur Peugeot pour reprendre son concurrent, ce qui sera effectif en 1975. Citroën est intégré au sein du nouveau groupe PSA dans la douleur, et le rachat de Chrysler Europe en 1978 va encore compliquer la donne. Mais « cocorico », l’honneur est sauf, puisque Citroën reste français ! En 2021, Fiat propose une fusion à Renault qui n'est pas souhaitée par le gouvernement français, puis à PSA qui l'accepte. PSA est englobé dans le groupe Fiat Auto qui est renommé Stellantis dont le PDG est John Elkann patron de Fiat et le Directeur Général, Carlos Tavares. L'histoire reprend toujours ses droits.
Le gouvernement français, pour sauver la marque Citroën tout en refusant de la laisser tomber en mains étrangères, force Peugeot à absorber Citroën en 1975. C'est la naissance du groupe PSA Peugeot Citroën. Pour éviter de trop s'endetter, PSA revend Maserati à De Tomaso en mai 1975. Le plan d'action gouvernemental impose aussi la vente de Berliet à Saviem, qui n'en voulait pas, pour concentrer le secteur français des véhicules industriels, ce qui va conduire à la création de Renault Véhicules Industriels - RVI. Le groupe suédois Volvo prendra une participation de 20% dans RVI qu'il rachètera intégralement en 2001 et renommera RVI : Renault Trucks le 6 février 2002. 

Michelin cédera le 3 mars 2006 le solde de sa participation (1,2%) dans PSA encore détenue à travers PARDEVI S.A..